# Брайън Уайс
Д-р Брайън Лесли Уайс (на английски: Brian Leslie Weiss) (роден 6 ноември 1944) е американски психиатър. Неговите изследвания включват прераждането, минали съществувания, прогресия в бъдещия живот и оцеляването на човешката душа след смъртта.

## Образование и медицинска кариера
Уайс учи в Колумбийския университет, Фи Бета Капа, като по-късно се дипломира в медицинския университет Йейл през 1970 г., и завършва стаж по вътрешни болести при тогавашния Медицински център на Нюйоркския университет. Завръща се в Йейл за двугодишен стаж в психиатрията. След това става ръководител на психиатрията на Mount Sinai Medical Center, Маями.

## Минали съществувания и прогресия в бъдещия живот
Според Уайс, през 1980 г., с един от неговите пациенти, „Катрин“, обсъжда отминалия живот и преживявания под хипноза. Уайс не вярва в прераждането до този момент, но след като се уверява чрез сравнение елементи от разкази на Катрин и публични регистри, се убеждава в оцеляването на един елемент на човешката личност след смъртта. Уайс твърди, че има повече от 4000 пациенти от 1980 г. насам с подобни разкази.
Уайс застъпва хипнотичната регресия като терапия, твърдейки, че много фобии и заболявания се коренят в миналото и житейския опит, чието признание от страна на пациента може да има лечебен ефект.

## Медийни изяви
Уайс е чест гост на национални телевизионни и радио предавания, включително: Опра, бряг до бряг AM, Лари Кинг на живо и 20/20. Той е автор на осем книги по темата за прераждането, включително „Само любовта е истинска“, а в USA Today е сред бестселърите. През май 2008 г. той се появява на Шоуто на Опра Уинфри по темата за прераждането, и пет години по-късно, през юни 2013 г., той е интервюиран отново от Опра в токшоу Super Soul неделното издание, в собствената ѝ мрежа.

## Личен живот
Живее със съпругата си Карол в Маями, Флорида, където пише и провежда публични семинари и работни срещи по темата за прераждането. Дъщеря му Ейми Уайс е съавтор на неговите книги от 2012 г.

## На български
- Послания от учителите (Как да черпим от силата на любовта) – Издателство Бард 2004 г. ISBN 9545855118
- Лечители през времето – Велико Търново. Издателство Слово 1993 г.
- Вестители от отвъдното – Велико Търново. Издателство Слово 1991 г.
- Само любовта е истинска – Варна. Издателство Аратрон 1997 г. ISBN 954-626-048-7